# 希波らいと
希波 らいと（きなみ らいと、1月13日 - ）は、宝塚歌劇団花組に所属する男役スター。
神奈川県川崎市、日本大学中学校出身。身長178cm。愛称は「らいと」、「まな」、「らいと先輩」。

## 来歴
2015年、宝塚音楽学校入学。
2017年、音楽学校卒業後、宝塚歌劇団に103期生として入団。入団時の成績は16番。雪組公演「幕末太陽傳／Dramatic “S”!」で初舞台。その後、花組に配属。
舞台映えする容姿で早くから注目を集め、2019年の「花より男子」（TBS赤坂ACTシアター公演）で、メインキャストとなるF4の1人・西門総二郎役に抜擢。
2021年、柚香光・星風まどかトップコンビ大劇場お披露目となる「元禄バロックロック」で、新人公演初主演。
2023年の「うたかたの恋」で2度目の新人公演主演。
2025年3月、「儚き星の照らす海の果てに」でバウホール公演初主演。

## 主な舞台

### 初舞台
- 2017年4 - 5月、雪組『幕末太陽傳（ばくまつたいようでん）』『Dramatic “S”!』（宝塚大劇場のみ）

### 花組時代
- 2018年1 - 3月、『ポーの一族』
- 2018年5月、『あかねさす紫の花』『Santé!!』（博多座）
- 2018年7 - 10月、『MESSIAH（メサイア）-異聞・天草四郎-』 - 新人公演：徳川家綱（本役：聖乃あすか）『BEAUTIFUL GARDEN-百花繚乱-』
- 2018年11 - 12月、『Delight Holiday』（舞浜アンフィシアター）
- 2019年2 - 4月、『CASANOVA』 - 新人公演：モーツァルト（本役：綺城ひか理）
- 2019年6 - 7月、『花より男子』（TBS赤坂ACTシアター） - 西門総二郎[4][5][3]
- 2019年6月、『恋スルARENA』（横浜アリーナ）[注釈 3]
- 2019年8 - 11月、『A Fairy Tale -青い薔薇の精-』 - ブライアン、新人公演：マシュー（本役：帆純まひろ）『シャルム!』
- 2020年1月、『DANCE OLYMPIA』（東京国際フォーラム）
- 2020年7 - 11月、『はいからさんが通る』 - 野路
- 2021年1 - 2月、『PRINCE OF ROSES-王冠に導かれし男-』（バウホール） - ヘンリー・スタッフォード
- 2021年4 - 7月、『アウグストゥス-尊厳ある者-』 - トレボニウス『Cool Beast!!』
- 2021年8 - 9月、『銀ちゃんの恋』（KAAT神奈川芸術劇場・ドラマシティ） - 助監督（鈴木）
- 2021年11 - 12月、『元禄バロックロック』 - ヨミウリ、新人公演：クロノスケ（本役：柚香光）『The Fascination（ザ ファシネイション）!』（宝塚大劇場） 新人公演初主演[5][6]
- 2022年1 - 2月、『元禄バロックロック』 - ヨミウリ『The Fascination（ザ ファシネイション）!』（東京宝塚劇場）[注釈 1]
- 2022年3 - 4月、『冬霞（ふゆがすみ）の巴里』（ドラマシティ・東京建物 Brillia HALL） - ミッシェル
- 2022年6 - 7月、『巡礼の年〜リスト・フェレンツ、魂の彷徨〜』 - エクトル・ベルリオーズ、新人公演：ダグー伯爵（本役：飛龍つかさ）『Fashionable Empire』（宝塚大劇場）
- 2022年8 - 9月、『巡礼の年〜リスト・フェレンツ、魂の彷徨〜』 - エクトル・ベルリオーズ『Fashionable Empire』（東京宝塚劇場）
- 2022年10月、『殉情（じゅんじょう）』（バウホール） - マモル
- 2023年1月、『うたかたの恋』 - ジョルジュ『ENCHANTEMENT（アンシャントマン）-華麗なる香水（パルファン）-』（宝塚大劇場）[注釈 2]
- 2023年2 - 3月、『うたかたの恋』 - ジョルジュ、新人公演：ルドルフ（本役：柚香光）『ENCHANTEMENT（アンシャントマン）-華麗なる香水（パルファン）-』（東京宝塚劇場） 新人公演主演[7]
- 2023年4 - 5月、『二人だけの戦場』（梅田芸術劇場・東京建物 Brillia HALL） - アルヴァ[10]
- 2023年11 - 12月、『BE SHINING!!』（昭和女子大学人見記念講堂・神戸国際会館）
- 2024年2 - 5月、『アルカンシェル』 - ダニエル
- 2024年7 - 8月、『ドン・ジュアン』（御園座） - ドン・カルロ[11]
- 2024年9 - 2025年1月、『エンジェリックライ』 - サリエル『Jubilee（ジュビリー）』
- 2025年3 - 4月、『儚き星の照らす海の果てに』（バウホール） - トーマス・アンドリューズ バウ初主演[12][8][9]
- 2025年6 - 9月、『悪魔城ドラキュラ／愛, Love Revue!』 - マグヌス
- 2025年11 - 12月、『DEAN』（ドラマシティ・日本青年館ホール）

## 出演イベント
- 2024年3 - 4月、星風まどかミュージック・サロン『星ノ円居夜（ほしのまどいよ）』[13]